# Cosmorhoe minor
Cosmorhoe minor är en fjärilsart som beskrevs av Otto Staudinger 1892. Cosmorhoe minor ingår i släktet Cosmorhoe och familjen mätare. Inga underarter finns listade i Catalogue of Life.